# Igreja Presbiteriana Reformada da Europa Central e Oriental
A Igreja Presbiteriana Reformada da Europa Central e Oriental (IPRECO) (em inglês:  Reformed Presbyterian Church of Central and Eastern Europe e em húngaro: Közép- és Kelet Európai Református Presbiteriánus Egyház), também chamada de Igreja Presbiteriana Reformada na Romênia é uma denominação reformada conservadora presente na Romênia, Eslováquia, Hungria e Ucrânia, formada em 1997 por um grupo de ex-membros da Igreja Reformada da Hungria e missionários que tinham uma visão conservadora, missional e se opunham ao Liberalismo Teológico e ao Bathianismo na denominação.

## História
A partir de 1973 a Missão Bíblica Westminster (MBW) formada nos Estados Unidos da América passou a trabalhar no treinamento de pastores e líderes presbiterianos e reformados em vários países, para a plantação de igrejas e evangelismo.
Depois de 1990 a MBW passou a trabalhar na Hungria. Foi formado o Instituto Károlyi Gáspár de Teologia e Missões (IKGTM) em Budapeste com o objetivo de treinar líderes. Dois anos depois o instituto mudou-se para Miskolc onde foram treinados 19 alunos locais. Simultaneamente a missão enviou 14 missionários e plantadores de igrejas. O trabalho destes missionários deu origem as 12 primeiras igrejas fundadas pela missão.
Inicialmente a MBW treinou ministros da Igreja Reformada da Hungria (IRH) e manteve relações de parceria com a denominação.
Em 1997 o Sínodo da IRU expulsou todos os alunos que formaram-se no IKGTM e proibiu que seus ministros se formassem no seminários. Assim, uma nova denominação foi formada pelas igrejas formadas pelos missionários e os alunos expulsos da IRU. A nova denominação adotou o nome de Igreja Presbiteriana Reformada da Europa Central e Oriental e se espalhou pelos países vizinhos.
Em outubro de 2022, a denominação relatou ser formada por 370 membros, em 25 igrejas e congregações. Destas, 4 estavam na Hungria, 13 na Romênia e 8 na Ucrânia.

## Doutrina
A denominação subscreve os Padrões da Unidade: Confissão Belga, Catecismo de Heidelberg e Cânones de Dort.

## Relações Inter eclesiásticas

### Organizações internacionais de igrejas reformadas
A IPRECO é membro da Fraternidade Reformada Mundial e, desde 2022, da Conferência Internacional das Igrejas Reformadas.
Além disso, a IPRECO é membro associado da Conferência Europeia de Igrejas Reformadas (CRIR). Entre os outros membros da CRIR estão a Igreja Presbiteriana Reformada da Irlanda, Igreja Livre da Escócia, a Igrejas Cristãs Reformadas na Holanda e a Igrejas Reformadas da Espanha, entre outras.

### Igreja Presbiteriana do Brasil
A IPRECO tem parceria com a Agência Presbiteriana de Missões Transculturais (APMT) da Igreja Presbiteriana do Brasil na plantação de igrejas na Romênia.
Em junho de 2017, a APMT tinha 3 missionários em Bucareste e 2 em Mangalia. Desde 2017, missionários da IPB pregam nas igrejas da IPRECO e os pastores da IPRECO pregam em igrejas fundadas por missionários da IPB na Europa.

### Outras denominações
A IPRCO tem relacionamento de igreja-irmã com a Igreja Evangélica Reformada Transcarpática, Igreja Presbiteriana Evangélica na Inglaterra e no País de Gales e Igrejas Reformadas na África do Sul. Além disso, tem relacionamento correspondente com a Igreja Presbiteriana Ortodoxa e Igrejas Reformadas Unidas na América do Norte.
As Igrejas Reformadas Libertadas tiveram contato ecumênico com a IPRECO na década de 2010, mas o relacionamento foi encerrado.